# Vera W. de Spinadel
Vera Martha Winitzky de Spinadel (22 août 1929 - 26 janvier 2017) est une mathématicienne argentine. Elle est la première femme à obtenir un doctorat en mathématiques de l'Université de Buenos Aires. Spinadel est reconnue internationalement pour ses recherches dans le domaine du nombre métallique et du nombre d'or.

## Biographie
Vera Martha Winitzky naît le 22 août 1929 à Buenos Aires en Argentine, la fille de Alejandro et Rosa Schajnovidze de Winitzky.
Elle obtient son doctorat de l'université de Buenos Aires (UBA) en 1958 après avoir présenté sa thèse : Théorie des zones accessibles dans les systèmes bi-dimensionnels. Elle est la première femme à obtenir un doctorat de cette université.
Spinadel est assistante à l'UBA à partir de 1952 et enseigne à partir de 1957, d'abord en tant que professeur auxiliaire temporaire et, à partir de 1962, en tant que professeur régulier. À partir de 1982, elle est professeure de mathématiques à la Faculté d'architecture, de design et d'urbanisme de l'université de Buenos Aires et à la Faculté des sciences exactes. 
En 1995, elle est nommée directrice du Centre de mathématiques et de design. En avril 2005, elle fonde le Laboratoire de Mathématiques et Design du Campus UBA. Entre 2010 et 2017, elle est professeur émérite à la Faculté d'architecture, de design et d'urbanisme de l'université. 
De 1998 à sa mort, elle est présidente de l'International Mathematics and Design Association, qui organise des congrès internationaux et publie le Journal of Mathematics & Design.
Spinadel a obtenu une reconnaissance internationale en traitant des mathématiques et du design. Elle a généralisé le nombre d'or à d'autres ratios et travaillé sur le nombre métallique,. Elle est l'autrice de plus de dix livres sur la théorie du chaos et les fractales et de plus de cent articles de recherches.

## Vie privée
Vera Martha Winitzky est mariée avec Erico Spinadel, ingénieur et architecte, avec lequel elle a quatre enfants : Laura, Pablo, Irene et Andrea.

## Publications
- From the Golden Mean to Chaos, Edition Nueva Librería, 260 pp. (OCLC 246088542), 1998
- The Metallic Means and Design, Nexus II: Architecture and Mathematics. Edition dell’Erba,  (ISBN 88-86888-13-9), 1998
- Del Número de Oro al Caos. Edition Nobuko S. A.,  (ISBN 987-43-5890-4), 2003
- Geometría Fractal, avec Jorge G. Perera et Jorge H. Perera, Edition Nobuko S. A.,  (ISBN 987-1135-20-3), 2003
- From the Golden Mean to Chaos, Edition Nobuko S. A.  (ISBN 987-1135-48-3), 2004
- Cálculo Superior, Edition Nueva Librería,  (ISBN 978-987-1104-72-7), 2009.
- From the Golden Mean to Chaos, Edition Nueva Librería,  (ISBN 978-987-1104-83-3), 2010.
- Forma y matemática: La familia de Números Metálicos en Diseño, Edition FADU,  (ISBN 978-987-584-319-6), 2011
- Forma y matemática II: Fractales y forma, Edition FADU,  (ISBN 978-987-584-448-3), 2012